# Ernst Hojer

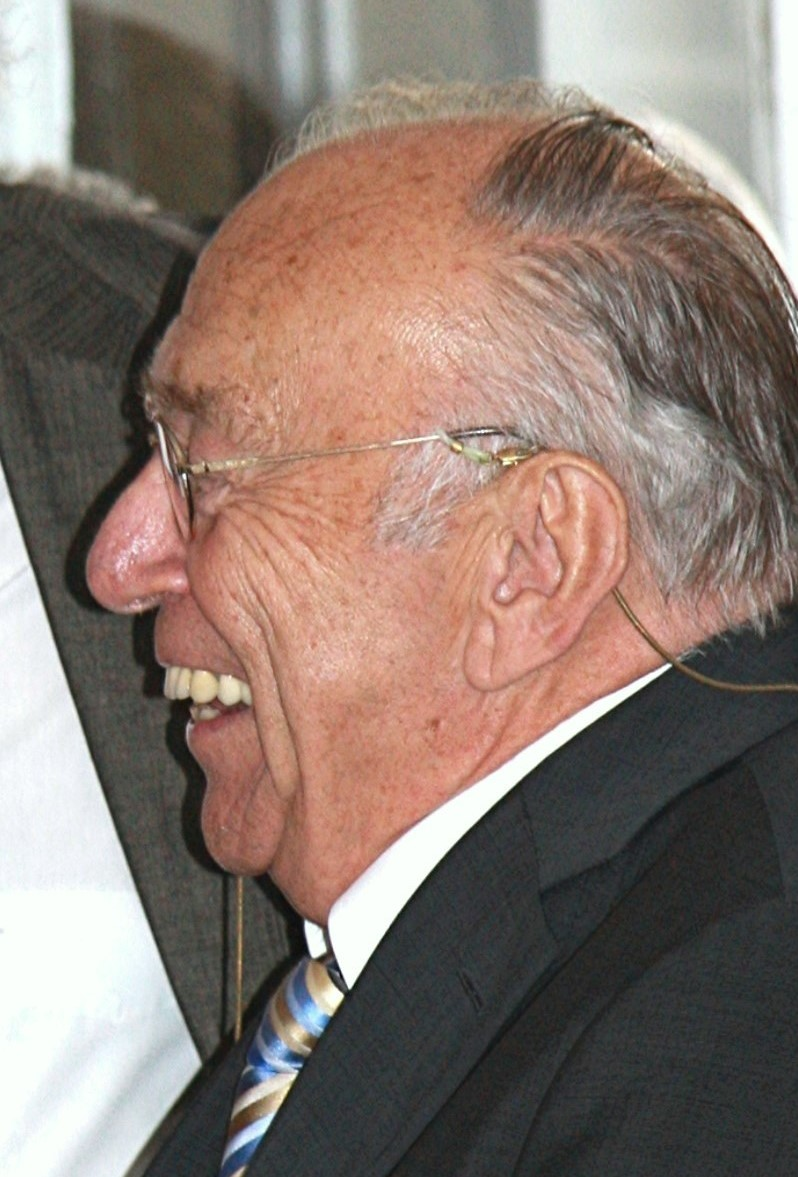
Ernst Hojer (10. Oktober 2008)

Ernst Hojer (* 24. Januar 1930 in Reichenberg, Tschechoslowakei; † 31. Dezember 2018 in Darmstadt) war ein deutscher Pädagoge und Hochschullehrer. Er war von 1968 bis 1975 Professor an der Deutschen Sporthochschule Köln sowie von 1972 bis 1974 Rektor der DSHS. Von 1975  war er bis zu seiner Emeritierung im Jahre 1998 Ordinarius des Lehrstuhls für Pädagogik IV an der Universität Würzburg. Seine Schwerpunkte in Lehre und Forschung waren vor allem eine kritisch-freiheitliche und humanistische Pädagogik.

## Leben und Wirken
Hojer wurde in Böhmen geboren. Er ging in Bad Homburg zur Schule, wo er 1948 seine Abiturprüfungen bestand. Anschließend studierte er an der Johann Wolfgang Goethe-Universität Frankfurt am Main Philosophie, Erziehungswissenschaften, Germanistik und Geschichte. 1953 wurde er im Fach Erziehungswissenschaften mit der Dissertation Das Moment des Negativen bei Hegel in Hinsicht auf das klassische Bildungsideal zum Dr. phil. promoviert. Nach seinem Schuldienst war Hojer zwischen 1956 und 1962  an der Frankfurter Universität als wissenschaftlicher Assistent tätig. 1964 habilitierte er sich zum Thema Die Bildungslehre F. I. Niethammers: Ein Beitrag zur Geschichte des Neuhumanismus.
Von 1964 bis 1968 war Hojer als Privatdozent tätig; im selben Jahr nahm er einen Ruf an die Deutsche Sporthochschule Köln (DSHS) an. Die Professorenstelle hatte er bis 1975 inne. Von 1972 bis 1974 war Hojer Rektor der DSHS. Von 1972 bis 1974 war er Mitglied der Westdeutschen Rektoren-Konferenz (WRK). 1973 wurde ihm von der Universität Köln die Bezeichnung Honorarprofessor verliehen.
1975 folgte Ernst Hojer einem Ruf an die Julius-Maximilians-Universität und hatte bis zu seiner Emeritierung im Jahre 1998 den Lehrstuhl für Pädagogik IV inne. Neben seiner Tätigkeit als Lehrstuhlinhaber nahm Hojer an der Universität Würzburg auch die Aufgaben als Dekan der Philosophischen Fakultät III (1980 bis 1988) sowie als Senator (1982 bis 1988) wahr.
Im Mittelpunkt seiner Forschungsarbeit und seiner Lehrveranstaltungen standen die Themenfelder kritisch-freiheitliche, humanistische sowie historisch-systematische Pädagogik  unter besonderer Berücksichtigung der Anthropologie, der Bildungstheorien und der Humanismusproblematik.

## Veröffentlichungen

### Hochschulschriften
- Das Moment des Negativen bei Hegel in Hinsicht auf das klassische Bildungsideal (Hochschulschrift). Frankfurt, Phil. Fak., Diss. v. 29. Juli 1953.
- Die Bildungslehre F. I. Niethammers: Ein Beitrag zur Geschichte des Neuhumanismus (Hochschulschrift). Frankfurt, Phil. Fak., Hab. Schr. v. 27. Mai 1964.

### Monografien (Auswahl)
- Olympia oder der Sport zwischen Pädagogik und Ideologie. 1. Auflage. Barz und Beienburg, Köln 1969.
- Nationalsozialismus und Pädagogik: Umfeld und Entwicklung der Pädagogik Ernst Kriecks. 1. Auflage. Königshausen und Neumann, Würzburg 1996, ISBN 978-3-8260-1283-9.

### Herausgeberschaft
- Pierre de Coubertin: Schule – Sport – Erziehung: Gedanken zum öffentlichen Erziehungswesen. 1. Auflage. Hofmann, Schorndorf bei Stuttgart 1972.[4]

### Buchbeiträge (Auswahl)
- Aggression und Normenkonflikt in pädagogischer Sicht. In: Alfred Schöpf (Hrsg.): Aggression und Gewalt: Anthropologisch-sozialwissenschaftliche Beiträge. 1. Auflage. Königshausen und Neumann, Würzburg 1985, S. 49–63, ISBN 978-3-88479-191-2.
- Theodor Litt (1880–1962). In: Wilhelm Brinkmann; Waltraud Hardt-Peter (Hrsg.): Freiheit – Geschichte – Vernunft. Grundlinien geisteswissenschaftlicher Pädagogik. 1. Auflage. Echter, Würzburg  1997, S. 158–181, ISBN 978-3-429-01904-4.[5]

### Rezeption
- Humanistische Pädagogik: Anspruch, Möglichkeiten und Gefährdungen am Ausgang des 20. Jahrhunderts (Festschrift zum 68. Geburtstag von Ernst Hojer); hrsg. von Helmut Heim. 1. Auflage. Lang, Frankfurt am Main; Berlin; Bern; New York; Paris; Wien 1998, ISBN 978-3-631-33779-0.